# 李鐘燮
李 鐘燮（イ・ジョンソプ、朝鮮語: 이종섭、1960年8月20日 - ）は、大韓民国の政治家、陸軍軍人、外交官。国防部長官（第48代）、合同参謀本部次長、第7機動軍団軍団長などを歴任した。最終階級は陸軍中将。本貫は星山李氏。陸軍士官学校（40期）卒業。

## 経歴
1960年8月20日、慶尚北道永川市で生まれる。達城高等学校、陸軍士官学校（40期）卒業。1984年に小尉に任官。第1野戦軍司令部参謀次長、国防部政策企画次長などを歴任。国防部政策企画次長在職時には韓米安保協議会に携わり、軍内の政策・企画通として名を上げた。2008年には李明博政権下の大統領室外交安保首席室安保政策担当官に任命され、2010年12月に国家情報院国防補佐官に転じた。2013年に少将に昇進し第2歩兵師団長、合同参謀本部新連合防衛推進団長を歴任した。新連合防衛推進団長在職時には戦時作戦統制権転換に携わり、テネシー州立大学から政治学博士学位が授与されている。2016年4月22日に中将に昇進し、第7機動軍団軍団長に任命された。2017年9月26日には合同参謀本部次長に転じた。2018年まで務め、予備役中将に編入された。
2022年大韓民国大統領選挙で国民の力から立候補した尹錫悦が当選すると、大統領職引き継ぎ委員会外交・安全保障分科会委員に任命された。同年4月10日には戦時作戦統制権転換、米韓軍事同盟に関する専門性が評価され、尹当選人によって国防部長官に指名された。中将出身の国防部長官は盧武鉉大統領によって指名された尹光雄海軍中将以来18年ぶりである。4月28日から国会国防委員会で人事聴聞会が開かれ、5月9日に人事聴聞報告書が採択された。5月10日に大統領就任式を終えた尹によって国防部長官に任命された。
6月10日に第19回アジア安全保障会議に参加するためシンガポールを訪問し、魏鳳和中国国防部長とTHAADミサイル配置などについて会談した。6月13日にはロイド・オースティンアメリカ国防長官と韓米国防相会談を行い、韓米合同軍事演習の拡大実施することで合意した。岸信夫防衛大臣を加えた韓米日国防相会談ではミサイル警報訓練や弾道ミサイルの探知・追跡訓練の定例化で合意した。7月4日に韓国を訪問したリック・スコット共和党アメリカ合衆国上院議員と会談し、韓米同盟発展へのアメリカ議会支持などについて討議した。7月27日にはアメリカ・ワシントンD.C.を訪問し、朝鮮戦争で戦死したアメリカ兵を悼む「追慕の壁」竣工式に、カマラ・ハリス副大統領配偶者のダグ・エムホフなどと参加し、オースティン国防長官と会談した。
2023年7月に発生した水害で行方不明者を捜索していた海兵隊兵士が殉職し、軍幹部の責任を調べる捜査チームに圧力をかけたという疑惑が持ち上がった。国会で過半数を占める野党・共に民主党は弾劾を主張し、同党が弾劾訴追案が提出すれば可決され、憲法裁判所が判断を下すまで職務停止となることは確実視されていた。9月12日に国防部長官からの辞任を表明。翌13日に尹錫悦大統領より更迭され、後任に国会国防委員会幹事の申源湜が指名された。申源湜は野党からの人事同意が得られなかったが、10月7日に尹錫悦が任命を行ったため李鐘燮は国防部長官を退任した。
2024年3月4日に駐オーストラリア大使に任命された。しかし、上述の疑惑を巡り出国禁止措置となっていたことが判明。8日、法務部は「本人が捜査に協力するとしている」として措置を解除し、10日に出国した。野党からは出国は「逃避だ」との批判が噴出した。防衛産業協力に関連した公館長会議に出席するため、21日に一時帰国。29日に辞意を表明した。

## 天安沈没事件
2010年3月26日に発生した天安沈没事件で、当時大統領室外交安保首席室安保政策担当官だった李は、入院していた「天安」の生存者に患者服を着せて記者会見をさせたが、チェ・ウォンイル艦長だけには戦闘服を着せたことから、国防部長官指名時にチェから非難された。